# الحجيل (تريم)

تعديل مصدري - تعديل

الحجيل هي إحدى قرى عزلة تريم بمديرية تريم التابعة لمحافظة حضرموت، بلغ تعداد سكانها 579 نسمة حسب تعداد اليمن لعام 2004.